# Karpenísi
Karpenísi (en grec moderne : Καρπενήσι) est une ville de Grèce, chef-lieu du dème de Karpenísi et du district régional de l'Eurytanie, en Grèce-Centrale. Elle se situe dans une région montagneuse, à 930 m d'altitude. C'est une station de ski.
Selon le recensement de 2011, la population de la vile compte 7 183 habitants.
La localité est, depuis 1979, le siège d'un évêché orthodoxe : la Métropole de Karpénission.

## Personnalités liées à la ville
- Zacharías Papantoníou (1877-1940), écrivain et critique d'art, né à Karpenísi.
- Kóstas Bakoyánnis, personnalité politique